# Microstomatidae
Microstomatidae (Kleinbekken) zijn een familie van straalvinnige vissen uit de orde van Spieringachtigen (Osmeriformes).

## Geslachten
- Microstoma G. Cuvier, 1816
- Nansenia D. S. Jordan & Evermann, 1896
- Xenophthalmichthys Regan, 1925